# شلة بران (بزكش)
شلة بران (بالفارسية: شله‌بران) هي منطقة سكنية تقع في إيران في قسم بزكش الریفي. يقدر عدد سكانها بـ 583 نسمة .